# Calicotome ligustica
Calicotome ligustica là một loài thực vật có hoa trong họ Đậu. Loài này được (Burnat) FIORI miêu tả khoa học đầu tiên năm 1907.